# Universidad San Marcos (Costa Rica)
La Universidad San Marcos, tiene sus orígenes en la primera escuela comercial que se estableció en Costa Rica en el año 1922, bajo el nombre de Escuela de Comercio Manuel Aragón, especializada en la enseñanza de la Contabilidad y el Comercio, nombre que permaneció vigente durante muchos años.

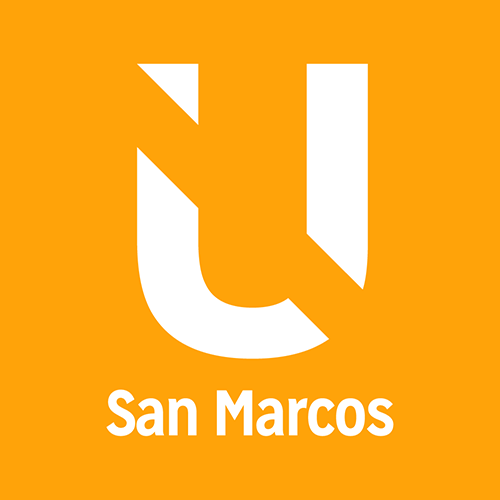

Con el paso del tiempo el sistema educativo comercial privado en Costa Rica fue evolucionando y transformó esa primera institución de enseñanza comercial en una institución de carácter Parauniversitaria en el año de 1974, con el nombre de Instituto de Profesionalización en Ciencias Contables Manuel Aragón (IPECCO), conservando como lo fue en sus orígenes la especialidad en la enseñanza de la Contabilidad y la Administración de Empresas.
En las décadas de los ochentas y noventas aparece en Costa Rica una evolución en la educación superior universitaria con la creación, por primera vez, de universidades privadas, razón por la cual algunos de los institutos parauniversitarios de la época evolucionaron, convirtiéndose en instituciones universitarias privadas, entre otras el IPECCO dando paso en el año 1996 a la Universidad en Ciencias Administrativas San Marcos, respetándose en ésta su tradicional especialización en las áreas de Contabilidad y Administración de Negocios hasta el presente.
La Universidad San Marcos cuenta con 2.500 estudiantes, una Sede y dos Facultades: la de Ciencias Económicas y la de Educación. A través de estas dos Facultades, ofrecen programas de Bachillerato, Licenciaturas, Maestrías y Programas Técnicos.
La Universidad San Marcos pertenece a la Red Ilumno, red mundial de universidades con asociados en varios países de Latinoamérica.

## Misión
Transformar la educación universitaria mediante acciones sostenibles de calidad, ética, liderazgo, inclusión, emprendimiento e innovación.

## Visión
Brindar una experiencia educativa memorable, competitiva e internacional, flexible y socialmente responsable, destacada por su excelencia académica.

## Red Ilumno
La Universidad San Marcos hace parte de la Red Ilumno, conformada por once universidades en Argentina, Brasil, Chile, Colombia, Costa Rica, Panamá y Paraguay. Esta asociación de instituciones de educación superior conforma una comunidad de 250 mil estudiantes y graduados, convirtiéndose así en una de las comunidades académicas más grandes de Latinoamérica.